# Duramax I4
Duramax I4 — семейство рядных четырёхцилиндровых турбодизельных двигателей внутреннего сгорания, применявшихся с 2012 года в Chevrolet Colorado, GMC Canyon, Chevrolet Express и GMC Savana в Юго-Восточной Азии (Австралии) и Новой Зеландии (Океании) и с 2016 по 2022 год в Северной Америке. Они тесно связаны с двигателями VM Motori R 425 и A 428 и выпускались в Таиланде (Районг).

## История
В 2007 году корпорация General Motors приобрела 50% акций VM Motori у Penske Automotive. В 2010 году компания VM Motori выпустила двигатель A 428 (четырёхцилиндровый, рабочий объём 2,8 л), разработанный на основе более раннего R 428, который с 2005 года применялся в Jeep Liberty в Северной Америке. В 2011 году итальянская компания Fiat приобрела вторую половину акций VM Motori у Penske Automotive, а в 2013 году была приобретена доля General Motors. В рамках продаж корпорация General Motors сохранила права на производство двигателей, которые были разработаны во время её владения, включая A 428.
В 2011 году корпорация General Motors завершила строительство нового завода по производству двигателей в Районге, Таиланд. В сентябре 2011 года началось производство двигателей R 425 и A 428 под названиями Duramax XLD25 и XLD28 соответственно для Chevrolet Colorado и TrailBlazer, продаваемых в Юго-Восточной Азии (под маркой Holden) и в Океании. В 2013 году двигатели стали называться Duramax LKH (2,5 л) и LWH (2,8 л), что улучшило производительность и расход топлива.
В 2015 году в Районге началось производство 2,8-литрового двигателя Duramax I4 LWN, модифицированного в соответствии с нормами выбросов в США.

## Кодовые обозначения

### LWN
LWN выпускался с 2016 по 2022 год. Причина снятия двигателя с производства — «роспуск» в 2020 году таиландского подразделения General Motors. LWN является 16-клапанным двигателем с прямым впрыском топлива и топливной системой Common Rail.
Применения:
- 2016—2022 Chevrolet Colorado/GMC Canyon (Северная Америка)
- 2017—2022 Chevrolet Express/GMC Savana (Северная Америка)

### XLD25 LP2
16-клапанный двигатель XLD25 (LP2) с клапанным механизмом DOHC выпускался в Таиланде. Он отвечал стандарту выбросов Евро-4. Его объём составляет 2499 см3, впрыск топлива — прямой, топливная система — Common Rail. Диаметр цилиндра и ход поршня составляют 92 × 94 мм, мощность — 132 кВт (177 л. с.) при 3600 об/мин, а крутящий момент — 440 Н⋅м при 2000 об/мин.
Применения:
- 2014 Chevrolet Colorado

### XLD25
Duramax XLD25 развивает мощность 110 кВт (150 л. с.) при 3800 об/мин и крутящий момент 350 Н⋅м при 2000 об/мин.
Применения:
- 2012—2013 Chevrolet Colorado

### XLD28
Duramax XLD28 развивает мощность 132 кВт (177 л. с.) при 3800 об/мин и крутящий момент 440 или 470 Н⋅м при 2000 об/мин, в зависимости от трансмиссии.
Применения:
- 2012—2013 Chevrolet Colorado